# 트리플라이트

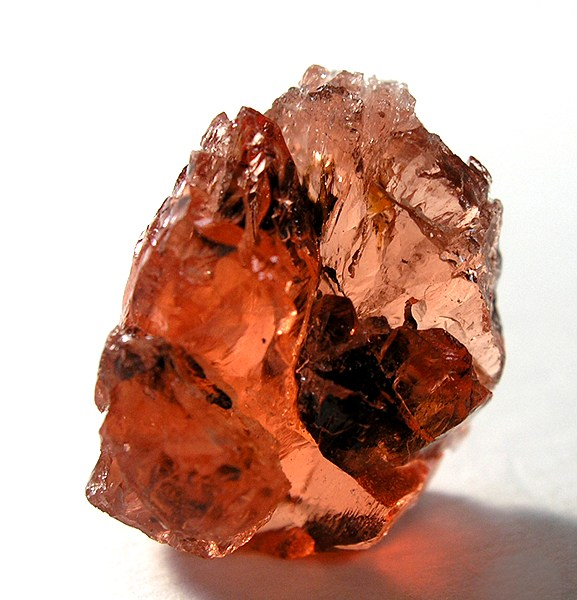

트리플라이트(Triplite)는 공식이 (Mn, Fe)2PO4(F, OH)인 희귀한 인산염 광물이다. 일반적으로 불규칙한 갈색 불투명 덩어리로 인산염이 풍부한 화강암 페그마타이트에서 발생한다. 트리플라이트는 1813년 프랑스 리무쟁의 샹틀루브(Chanteloube)에서 발생한 것으로 처음 기술되었다. 이름은 세 개의 분열 방향과 관련하여 삼중을 의미하는 그리스어 트리플로스에서 유래되었다. 색상과 외관은 또 다른 망간 함유 광물인 로도크로사이트와 매우 유사하다. 화학적으로 삼배체는 삼배체와 상당히 유사하지만 삼배체는 불소가 우세한 반면 삼배체는 수산화물이 우세하다는 차이점이 있다.

## 발생
트리플라이트는 인산염이 풍부한 화강암 페그마타이트와 고온 열수 정맥에서 형성되는 희귀한 수산화불소 인산염 광물이다. 미국 캘리포니아, 네바다주, 애리조나주, 콜로라도주, 사우스다코타주, 버지니아주, 코네티컷주, 메인주에서 발견되었다. 파키스탄, 중국, 바이에른, 독일, 핀란드, 나미비아 등에서도 발견되었다.